# Painkiller (seria)
Painkiller – seria gier komputerowych z gatunku first-person shooter tworzonych początkowo przez People Can Fly, później Mindware Studios, The Farm 51 i Eggtooth Team.

## SeriaPainkiller
- Painkiller – 9 kwietnia 2004[1]
  - Painkiller: Battle out of Hell – 22 listopada 2004
- Painkiller: Overdose – 30 października 2007[2]
- Painkiller: Resurrection – 27 października 2009[3]
  - Painkiller: Redemption – 25 lutego 2011[4]
  - Painkiller: Recurring Evil – 29 lutego 2012[5]
- Painkiller Hell & Damnation – 31 października 2012[6]